# المرأة في عمان

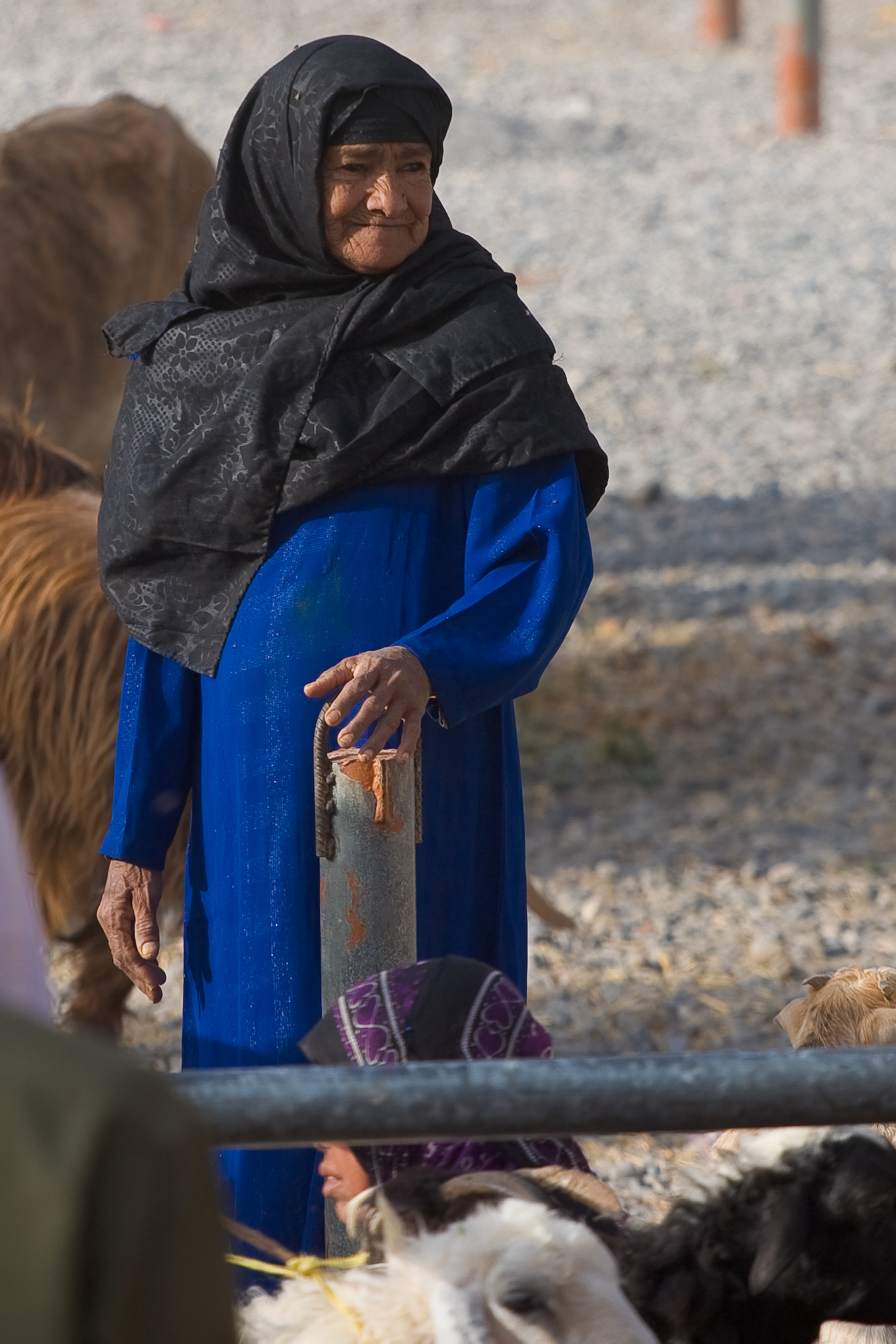
امرأة عمانية في سوق الماعز

المرأة في عمان؛ كان للمرأة العمانية حضورًاتاريخيًا وكانت شريكة للرجل في صنع تاريخ هذا البلد وفي بناء حضارته في مختلف المجالات، السياسية منها والدينية والعلمية والاقتصادية وغيرها، وحفظ لنا تاريخ عُمان نماذج مشرفة للمرأة العُمانية، وما قامت به تجاه وطنها وأمتها، فكانت بحق مفخرة من مفاخر مكونات هذا الوطن العزيز، ونموذجا يقتدى به، وكيف أن صنع تاريخ الأوطان وتعزيز مكانتها وريادتها، هو واجب متاح لجميع مكونات أهله وفئات سكانه.

## دور المرأة العمانية في التاريخ العماني
قد شهد التاريخ العماني للمرأة العمانية دورها الفعال في نشر العلم والمعرفة، حيث لعبت أدوارًا مهمة في المجتمع العماني،ففي العصور الحديثة من تاريخ عُمان، واصلت المرأة العُمانية الاضطلاع بمسؤولياتها والقيام بواجباتها، ففي عهد دولة اليعاربة الممتدة من عام 1624 وحتى 1744م، التي أحدث أئمتها نقلة نوعية في الثراء المعرفي وفي التطور العلمي، لم تغفل نساء عُمان عن الأخذ بزمام المبادرة في ذلك، استشعارا منهن بالمسؤولية الملقاة على عاتقهن، وهنا نجد أن الشيخة عائشة بنت راشد الريامية تتصدر المشهد بين نساء عصرها، فكانت العالمة الجليلة التي عرفت بإسهاماتها العلمية وبغزارة اطلاعها وبمواقفها السياسية، أخذت العلم عن كبار العلماء والمشايخ خاصة في نزوى والرستاق، وأسست مدرسة في مدينتها بهلا ودرست فيها، وأصبحت مقصدا لطلاب العلم، فتتلمذ على يديها عدد من العلماء، كما اضطلعت بالإفتاء، وكان لها دور كبير فيها، وقد جمعت فتاواها في مؤلفات عدة.
وفي عهد دولة البوسعيد التي أشرق نورها على يد مؤسسها الإمام أحمد بن سعيد في عام 1744م، واصلت المرأة العُمانية حضورها البهي، وريادتها المشروعة، فحفظ لنا تاريخ هذه الدولة الكثير من أسماء النساء العُمانيات اللاتي استحققن أن تخلد أسماؤهن بماء الذهب، في مختلف الأصعدة والمجالات المتاحة.

### الجانب السياسي
لا يمكن تجاوز اسم السيدة موزة بنت الإمام المؤسس أحمد سعيد، التي عدت بحق من أبرز الشخصيات النسائية العُمانية في التاريخ الحديث، نظرا لاضطلاعها المشهود بأدوار سياسية وعسكرية كبيرة بعد وفاة أخيها السيد سلطان بن أحمد سنة 1804م، فقد كان أبناؤه صغارا، وفي مرحلة انتقالية وصعبة، فتحملت مسؤوليتها بكل همة وشجاعة تجاههم وتجاه الوطن، فكانت بمثابة الوصي لابن أخيها السيد سعيد المرشح لخلافة والده، وعملت على إدارة شؤون البلاد وتأمين انتقال الحكم إليه بعد بلوغه سن الرشد، ومساندته في استقرار الأوضاع، ونجحت في العبور بهذا الوطن إلى شاطئ الأمان والاستقرار، وظلت على عهد عُمان بها، حتى وفاتها فترة حكم ابن أخيها السيد سعيد بن سلطان، صانع الإمبراطورية العُمانية الحديثة.

### الجانب الثقافي والأدبي
```
كان لحواء عُمان أيضا نصيبها في المشهد الثقافي، فكانت الشيخة عائشة بنت سليمان بن محمد الوائلية، شخصية نسائية عُمانية مؤثرة في القرن العشرين، خلال فترة حياتها الممتدة من عام 1866 وحتى 1928م، عرف عنها الشعر واشتغلت في تدريس القرآن الكريم، كانت نشأتها في بهلا، لتنتقل منها إلى الرستاق كمحطة أخرى تمارس فيها إبداعها وتميزها وحضورها السياسي كذلك.
```

### الجانب الديني
```
لا بد أن نستحضر اسم واحدة من أشهر نساء عُمان في القرن العشرين، الشمساء بنت سعيد الخليلية، ابنة العالم المحقق، وزوجة الإمام عزان بن قيس، والتي كانت مرجعا لنساء عصرها يقصدنها للفتوى وحل المشكلات، وتركت أوقافا كثيرة في سمائل، وحفظت لها جوابات فقهية مخطوطة، وظلت تمارس دورها تجاه بنات وطنها حتى وفاتها في عام 1933م.
```

### الجانب التطوعي والخيري
عرفت المرأة العُمانية بالكرم وبالسخاء والإنفاق، ولنا في السيدة ثريا بنت محمد بن عزان البوسعيدية نموذجا يحتذى به في ذلك، وهي التي أوقفت أموالا كثيرة في بوشر لعمارة المساجد وطلبة العلم، وإليها ينسب بيت المقحم، الذي يعد من المعالم الأثرية في بوشر بمسقط، ويعرف أيضا ببيت السيدة ثريا.

## السياسة
في عام 1970، والغلاف الجوي السياسي والاجتماعي لعمان تغيرت مع قدوم الحاكم الجديد، السلطان قابوس بن سعيد، نجل المحافظ وجامدة السلطان سعيد بن تيمور. بعد عقود من الركود إلى النمو غير موجود، أطاح قابوس والده في انقلاب القصر وبدأ على الفور العديد من البرامج الاجتماعية والمستشفيات والتكليف، والعيادات، والمدارس، وما إلى ذلك كثير من العمانيين الذين كانوا يعيشون في الخارج للحصول على تعليم مناسب عاد للمشاركة في بناء أمة جديدة. جلب معهم في موقف ليبرالي ومنفتح للبلدان المضيفة، بما في ذلك فكرة العلاقات المساواة بين الجنسين.
قدم السلطان قابوس العديد من الإصلاحات تمول معظمها من عائدات النفط، التي تستهدف التنمية والخدمات الاجتماعية. وعين أيضا مجلس الشورى (مجلس الشورى)، مجموعة من الممثلين المنتخبين من قبل الشعب أن مراجعة التشريعات. أعطى هذا القانون للشعب مزيد من السيطرة في حكومتهم التي كانت سابقا في السيطرة الكاملة على العائلة المالكة وحكومته عين. في انتخابات سبتمبر 2000، تم انتخاب 83 مرشحا على مقاعد في مجلس الشورى، بينهم امرأتان. في عام 1996، أصدر السلطان «القانون الأساسي لسلطنة عمان» لتكون بمثابة شكل من أشكال دستور مكتوب. تعطي هذه الوثيقة شعب العماني الحريات المدنية الأساسية، وكذلك ضمان المساواة والحماية بموجب القانون. في عام 2002، تم منح حق الاقتراع العام لجميع العمانيين الذين تزيد أعمارهم على 21 عاما.
في الآونة الأخيرة، وعلى المرسوم السلطاني الملكي في عام 2008 أعطى المرأة حق المساواة في امتلاك الأراضي والتي تحتفظ بها من الرجال قابوس كما وقعت مؤخرا في العمل اللائق البرنامج القطري، وهي خدمة مخصصة لزيادة فرص العمل للنساء وكذلك الوقوف من أجل العدالة والمساواة والحرية. ومن المفترض أن ينفذ 2010-2013 البرنامج.

## في مجال التعليم
كان التعليم الحديث الأجانب لالعمانيين قبل عام 1940. وقبل الإصلاحات التي قدمها السلطان قابوس، كانت هناك مدارس ابتدائية ثلاثة فقط تخدم 900 الأولاد، مع التركيز بشكل رئيسي على تلاوة القرآن وتعلم الرياضيات الأساسية ومهارات الكتابة. في عام 1970، قدم السلطان قابوس السياسة التعليمية الشاملة لكل من الرجال والنساء، وزيادة الحضور الإناث في المدارس من 0٪ في عام 1970 إلى 49٪ في عام 2007. في السنوات التالية، 600,000 طالبا، ذكورا وإناثا، التحق في أكثر من 1000 مدرسة ليصل عمان خطوة واحدة أقرب إلى هدف «التعليم للجميع».
وبعد تأسيس هذه المرحلة الأولى من التعليم العام، نفذت وزارة التعليم التدابير الرامية إلى تحسين نوعية التعليم. في 1980 رعت الحكومة العمانية تشييد المباني المدرسية، وتوفير المعدات والكتب المدرسية الملائمة، وتوفير تدريب المعلمين. مواصلة الإصلاحات اليوم وشهدت نموا هائلا في الالتحاق بالمدارس. كانت المساواة بين الجنسين والتركيز المقبل لإصلاح التعليم، وخاصة بعد عام 1995 «رؤية 2020» العمانية أن تركز على المستقبل الاقتصادي للبلاد. ونتيجة لذلك، في عام 2003 إلى عام 2004، كانت 48.4٪ من الطالبات ويخرجون من 32345 معلمين من كلا الجنسين، وكانت 56٪ من الإناث.
للأسف، والنكسات والأحكام المسبقة لا تزال موجودة. في الآونة الأخيرة، حظرت كلية الهندسة في جامعة السلطان قابوس مدخل الطالبات، مدعيا أن «الإعداد في الهواء الطلق» العمل الميداني الهندسة لم يكن نوعها الاجتماعي المناسب. على الرغم من الطلاب احتجوا، كان العديد من النساء لنقلها إلى مؤسسات أخرى، ولكن في الأحداث الأخيرة يتم تغييره وسمحت حتى الإناث ليكون في ذلك.

## العمل والتوظيف
من أي وقت مضى منذ 1970s، وعادة المتعلمين وشجعت النساء في الخارج للعودة إلى عمان والمساعدة على «إعادة بناء الأمة.» مع القائد الذي اعتنق المثل التحديث والتقدم، استطاعت المرأة الحصول على وظيفة تقريبا في كل مهنة: الأعمال المصرفية، والطب، والهندسة، والتعليم، الخ ووفقا لتعداد برعاية اليونيسيف، وكانت 40٪ من النساء الناشطات اقتصاديا في المهنية الفئات الوظيفية. في عام 2000، وقدم 17٪ من القوى العاملة العمانية تصل المرأة.
في 1980s، ومع ذلك، بدأت الحكومة للتراجع عن حرياتهم السابقة وببطء تقييد تعتبر المهن «مقبول بين الجنسين» للنساء. انخفض عدد النساء المهنيات واضطرت النساء إلى مزيد من الأدوار التقليدية بأنها «مربية ومقدمي الرعاية.» جمعية المرأة العمانية، مجموعة معترف بها الحكومة النسائي الأول في عمان، تم تجريد غالبية استقلالها وتمريرها إلى وزارة بقيادة الذكور الشؤون الاجتماعية والعمل. في عام 1984، تم استبدال ذلك مع المديرية العامة للشئون المرأة والطفل مع وحدة فرعية للجمعيات النسائية. وكان الهدف الرئيسي لهذه الوحدة لاقامة دورات للنساء لتعلم المهارات الأساسية للأسرة ومراكز الرعاية النهارية للمعاقين وذوي الاحتياجات الخاصة.
وعلى الرغم من النكسات طفيفة، لا تزال تعتبر سلطنة عمان لتكون واحدة من دول الخليج الرائدة من حيث المساواة بين الجنسين والاستمرار في اتخاذ خطوات واسعة إيجابية. في عام 1997، تم تنفيذ سياسة التعمين، الالتزام وعد تحل تدريجيا الاعتماد العمالة الأجنبية مع العمال العمانيين، وإعطاء المرأة فرصة أكبر للمشاركة في قوة العمل، وجعل المزيد من فرص العمل متاحة للجميع Omanis.Women يشكلون الآن 30٪ من القوى العاملة، وحتى عمل في مناصب وزارية. وزراء التعليم العالي والسياحة، والتنمية الاجتماعية في مجلس الوزراء وجميع النساء، فضلا عن السفير الأمريكي ورئيس السلطة الوطنية لبراعة الصناعية.
دور الأكثر شيوعا للمرأة العمانية لا يزال دور ربة منزل. ربة البيت أمر ضروري لصيانة الأسرة، وسوف تتخذ قيادة كل الإنتاج الزراعي بينما زوجها بعيدا لعدة أشهر في كل مرة. هذه المرأة العمل الجاد لدعم الأسرة وتميل إلى العديد من المسائل ينظر إليها عادة من قبل الرجل.

## الدين
يقوم عليها المجتمع العماني والتشريعات ككل على الشريعة الإسلامية التي تنص على الرجال والنساء في الحقوق والمسؤوليات المختلفة. التفسير التدريجي للبلاد الشريعة الإسلامية يعني أن يسمح للنساء بالمشاركة في الحياة السياسية والمجتمع والقوى العاملة إلى أقصى حد ممكن، ولكن في الوقت نفسه لا يسمح لهم تجاهل مسؤولياتها لديهم تجاه أسرهم. حققت البلاد جهودا متضافرة لتحسين حقوق المرأة وفقا لأحكام الشريعة، وفي الوقت نفسه الحفاظ مسؤولياتهم في الاعتبار كذلك.

## الزي
تتطلب قواعد الاحتشام الجنسي في الثقافة الإسلامية للمرأة أن تكون مشمولة بشكل متواضع في جميع الأوقات، وخاصة عند السفر بعيدا عن المنزل. في المنزل، والمرأة العمانية ترتدي ثوبا طويلا على ركبتيها مع السراويل الكاحل طول وleeso، أو وشاح، وتغطي شعرها والرقبة. يتم ارتداؤها الجموع من الجلابيات الملونة حية أيضا في المنزل. مرة واحدة خارج المنزل، وتتنوع اللباس وفقا لأذواق الإقليمية. لبعض من خلفية دينية أكثر تحفظا، من المتوقع أن البرقع إلى أن ترتديه لتغطية وجهها في وجود الذكور الأخرى، جنبا إلى جنب مع wiqaya، أو وشاح الرأس، والعباءة، وهي عباءة يغلف الجميع لا يظهر سوى يديها وأقدام. العديد من النساء من مناطق السلطنة متفاوتة ارتداء الحجاب لتغطية شعرهن فقط.
البرقع القطن الرمزي للتوقعات امرأة مثالية ويكون بمثابة علامة احترام لتمثيل لها الحياء والشرف وكذلك وضعها. البرقع، الذي ترتديه أول مرة من قبل فتاة صغيرة لها بعد سبعة أيام شهر العسل، على كلما كانت في وجود الغرباء أو خارج المنزل، تغطي معظم وجهها عن الأنظار. أعلى وأدنى الطبقات العمانيين لا يرتدين أفضلها للأطفال وأقارب السلطان وأدنى كونها أفقر النساء في بلدة البرقع. وهذا يجعل النقاب رمزا للرتبة كذلك. بعض البرقع تختلف في المناطق والتصاميم كذلك، تتفاوت في الحجم والشكل واللون. القرآن، ومع ذلك، لا تقدم أية إشارات محددة إلى البرقع في العصر الحديث.
العباءة هي اللباس المحافظ الاختيار، التي يفضلها النساء من معظم فئات والمناطق الاجتماعية. الجموع من التصاميم والزينة منحلة على العباءة الحديثة سمحت لتصبح الملابس متعدد الاستعمالات التي يمكن أن تكون مصنوعة إما عادي أو بيان أزياء، في عمان وغيرها من الدول الإسلامية المجاورة.

## الأسرة
دائما ينظر إلى المرأة كزوجة وأم أولا وقبل كل شيء. الزواج الناجح وحمل الأطفال تحديد وضعهم الاجتماعي وبمجرد الزواج من امرأة، يتم إجراء معظم القرارات لها من قبل زوجها.
الزواج هو لحظة حاسمة في حياة امرأة عمانية ويصادف التحول لها من فتاة إلى امرأة. على الرغم من السلطان قابوس مددت كل من الذكور والإناث الحق القانوني في اختيار أزواجهن في عام 1971، التقليد يذهب إلى أن والد الفتاة هو المسؤول عن إقامة مباراة المناسبة وتأمين السعادة ابنته. تزوجت معظم الفتيات في وقت البلوغ، لأنه يفترض أن الوصول في الوقت المناسب من الرغبة الجنسية ليتزامن مع الزواج. في هذه الطريقة، ومن المتوقع أن تكون عذراء كل فتاة عمانية غير المتزوجات.
في تركيبة مع تحسينات في المجالات الأخرى للحياة الإناث، فقد حان أهمية الصحة الجنسية والتثقيف الصحي للمرأة إلى الواجهة مؤخرا. حتى عام 2004، كانت متزوجة 15٪ من المراهقين الذين تتراوح أعمارهم بين 15-20 الفتيات، وهي إحصائية أعلى بكثير من دول أخرى وأدى إلى السكان الصغار جدا وغير المتعلمين من الأمهات الشابات. في عام 1994، نفذت الحكومة برنامج المباعدة بين الولادات وشجع على استخدام وسائل منع الحمل بين الأزواج من خلال تزويدهم مجانا في معظم البرنامج الصحة وفعالة وانخفض معدل الخصوبة الكلي من المذهل 7.05 في 1٬995-4,8 في 2000.

### إنجازات المرأة العمانية في عهد النهضة
أن إنجازات المرأة في هذا الوطن واضحة وجلية للجميع، فقد أسهمت قبل عصر النهضة وبعده في تنمية المجتمع العماني على جميع المستويات، وساهمت في رفع المستوى الاجتماعي والاقتصادي والتجاري، كما أنها ساعدت في التنمية الزراعية، لافتة إلى أنه بعد انتشار التعليم كان للمرأة العمانية دور بارز في المجالات العلمية الثقافية والسياسية، وتقلدت المناصب الرفيعة داخل وخارج السلطنة، مما ساعد في حصولها على شخصية خاصة بها، وجعلتها تنافس المرأة في كل دول العالم ، وللمرأة العمانية إنجازات على المستوي الإقليمي والعالمي في جميع المجالات منها:
المجال الثقافي والأدبي، إذ استطاعت الشاعرة العُمانية عائشة السيفية أن تُحقق إنجازا هو الأول منذ تنظيم مسابقة "أمير الشعراء"، لفوز بلقب "أميرة الشعراء 2022" بنسبة تصويت 71%، بالإضافة إلى جائزة مالية قدرها مليون درهم إماراتي وبردة الشعر وخاتمه.
وفي وقت سابق، أعلنت مؤسسة "كتارا" الفائزين بجائزة كتارا للرواية العربية في دورتها الثامنة؛ لتفوز رواية "دلشاد.. سيرة الجوع والشبع" للروائية العمانية بشرى خلفان بجائزة الرواية العربية المنشورة.
كما نالت الشاعرة العمانية خديجة المفرجية بالمركز الأول في جائزة راشد بن حميد للثقافة والعلوم عن مجال الإبداع الأدبي/ أدب الأطفال عن فئة الشعر، وذلك في الدورة 39 من الجائزة التي تنظمها إمارة عجمان بدولة الإمارات العربية المتحدة.
وفي عام 2021، فازت الشاعرة العمانية بدرية البدرية بلقب شاعر الرسول صلى الله عليه وسلم في الشعر الفصيح، بعد حصولها على المركز الأول عن نصها "قنديل من الغار" في ختام الدورة الـ5 لجائزة كتارا التي أقيمت تحت شعار "تجمّل الشعر بخير البشر" في العاصمة القطرية الدوحة.
وتحظى المرأة العمانية باهتمام واسع من قبل قيادة الوطن، فمنذ أن خصص هذا اليوم للاحتفاء بها في عام 2009، تقام العديد من الاحتفالات والندوات والملتقيات لتناقش دور المرأة وقضاياها والتحديات التي تواجهها وسبل تذليلها.
كما أنه منذ تولى جلالة السلطان هيثم بن طارق المعظم- حفظه الله ورعاه- مقاليد الحكم، حازت المرأة على نصيب وافر من الاهتمام والرعاية السامية، إذ أكد جلالته- أعزه الله- أهمية مشاركة المرأة في صناعة حاضر البلاد ومستقبلها باعتبارها دعامة أساسية من دعامات العمل الوطني، ولذلك يجب أن تتمتع بكافة حقوقها التي كفلها القانون وأن تعمل مع الرجل جنبا إلى جنب في مختلف المجالات.
ولقد أثمر الاهتمام السامي بالمرأة بتعزيز حضورها وتمكينها في العديد من المجالات، لتسجيل حضورا مميزات في ميادين العمل وساحات العطاء وخدمة مسيرة التنمية الشاملة للبلاد، كما أصبحت المرأة تتبوأ مركزًا متقدمًا خليجيًا وعربيًا وعالميًا في مجالات متنوعة.
وحظيت المرأة العمانية بفرص لتنمية قدراتها وتعزيز كفاءتها وتأهيلها التأهيل الأمثل للقيام بدورها على أكمل وجه، كما أنها تقلدت مناصب قيادية عليا في القطاعين العام والخاص، سواء في قطاع التعليم أو الصحة أو قطاعات الصناعة والإنتاج، محققة الإنجازات تلو الإنجازات على المستوى المحلي والإقليمي والدولي، لتؤكد أن قادرة على العطاء وتمثيل الوطن.